# Гарт (Мордовия)
Гарт — село в Большеберезниковском районе Мордовии. Входит в Судосевское сельское поселение.

## География
Расположено в 24 км от районного центра и 34 км от железнодорожной станции Саранск. Через село протекают 2 речки — Нерлейка и Пиксаур.

## История
Основано в 18 в. Название происходит от эрзянского слова - кардт = хлевы, (фермы): свидетельствует о том, что часть населения занималась будным производством (см. Поташное производство). В «Списке населённых мест Пензенской губернии» (1869) Гарт (Новая Ивановка) — село владельческое из 115 дворов (850 чел.) Саранского уезда. В 1913 г. в селе были 1 община, 156 дворов; в 1931 г. — 218 дворов (1 130 чел.). В 1930 г. образован колхоз «Новый путь» (председатель В. И. Ковшов), с 1951 г. — им. Чкалова (председатель В. А. Белозерский), с 1991 г. — ООО «Лисма—Нива».

## Население
| 1931 | 2001 | 2002 | 2010 |
| ---- | ---- | ---- | ---- |
| 1130 | ↘192 | ↘174 | ↘161 |

Население 192 чел. (2001), преимущественно русские.

## Инфраструктура
Отсутствует. 

## Экономика
На территории Гартовской сельской администрации имеются запасы глины, дорожного камня, мела.

## Источник
- Энциклопедия Мордовия, В. А. Коротин.